# Thomas Settle (Politiker, 1789)
Thomas Settle (* 9. März 1789 bei Reidsville, Rockingham County, North Carolina; † 5. August 1857 im Rockingham County, North Carolina) war ein US-amerikanischer Politiker. Zwischen 1817 und 1821 vertrat er den Bundesstaat North Carolina im US-Repräsentantenhaus.

## Werdegang
Thomas Settle war Mitglied einer bekannten Politikerfamilie. Sein gleichnamiger Sohn Thomas Settle II war Richter und Lokalpolitiker in North Carolina sowie amerikanischer Gesandter in Peru. Sein Enkel war der Kongressabgeordnete Thomas Settle III. Sein Neffe war David Settle Reid (1813–1891), der Gouverneur von North Carolina war und diesen Staat in beiden Kammern des Kongresses vertrat.
Der ältere Thomas Settle genoss eine private Schulausbildung. Nach einem anschließenden Jurastudium und seiner 1812 erfolgten Zulassung als Rechtsanwalt begann er in Wentworth in diesem Beruf zu arbeiten. Gleichzeitig schlug er als Mitglied der Demokratisch-Republikanischen Partei eine politische Laufbahn ein. Im Jahr 1816 wurde er in das Repräsentantenhaus von North Carolina gewählt. Bei den Kongresswahlen des Jahres 1816 wurde er im neunten Wahlbezirk von North Carolina in das US-Repräsentantenhaus in Washington, D.C. gewählt, wo er am 4. März 1817 die Nachfolge von Bartlett Yancey antrat. Nach einer Wiederwahl konnte er bis zum 3. März 1821 zwei Legislaturperioden im Kongress absolvieren. Im Jahr 1820 verzichtete er auf eine erneute Kandidatur.
Nach seinem Ausscheiden aus dem US-Repräsentantenhaus praktizierte Settle wieder als Anwalt. In den Jahren 1826 und 1827 saß er erneut als Abgeordneter im Repräsentantenhaus seines Staates, dessen Speaker er im Jahr 1827 war. Von 1832 bis 1857 amtierte er als Richter am North Carolina Superior Court. Thomas Settle starb am 5. August 1857 im Rockingham County und wurde auf dem Familienfriedhof nahe Reidsville beigesetzt.